# Jacques Savary des Brûlons
Jacques Savary des Brûlons, nacido en 1657 en París y fallecido el 22 de abril de 1716, fue un inspector general de aduanas francés durante el reinado de Luis XIV. Fue el autor del Dictionnaire universel du commerce (Diccionario universal del comercio), publicado de forma póstuma en 1723.

## Biografía
Era hijo de Jacques Savary, un destacado comerciante y recaudador de impuestos bajo el gobierno de Fouquet, quien cayó en desgracia junto a él.
Siguiendo los pasos de su padre, Jacques Savary des Brûlons se convirtió en un experto reconocido en la ciencia del comercio. En 1686, Louvois lo nombró inspector general de aduanas en París. Savary elaboró una lista alfabética de todas las mercancías sujetas a derechos para su uso personal y agregó breves definiciones a la misma. Cuando los miembros del consejo se enteraron de ello, alentaron a Savary a perfeccionarla. A solicitud del rey y con la colaboración de su hermano, el abate Philémon-Louis Savary, transformó esta lista en un verdadero diccionario, que se convirtió en el Dictionnaire universel du commerce. La obra incluye detalles minuciosamente expuestos y curiosidades como la explicación de cómo contar huevos por docenas. Savary fue ayudado en su trabajo por los documentos de su padre. Sin embargo, falleció a los 59 años sin tener la satisfacción de ver su obra terminada.
También publicó nuevas ediciones ampliadas del libro de su padre, Le Parfait Négociant.

## Obra

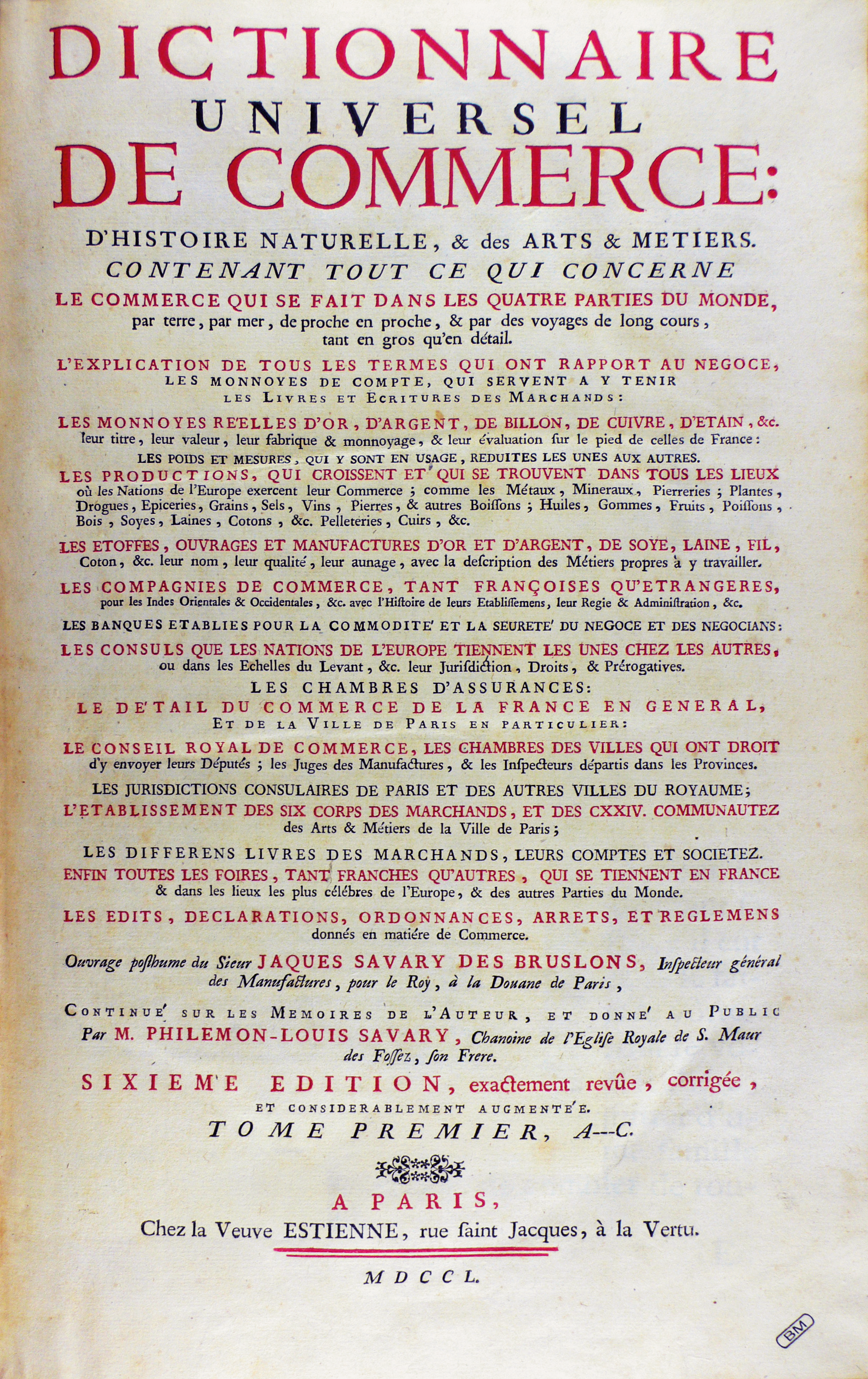
Savary des Bruslons - Dictionnaire universel de commerce, 1750

Jacques Savary des Brûlons, "Dictionnaire universel de commerce: contenant tout ce qui concerne le commerce qui se fait dans les quatre parties du monde, par terre, par mer, de proche en proche, & par des voyages de long cours, tant en gros qu'en détail: l'explication de tous les termes qui ont rapport au négoce... les édits, déclarations, ordonnances, arrests, et reglemens donnés en matière de commerce", París, veuve Estienne (una de las primeras ediciones data de 1723) (reimp. 1741) (OCLC 22885106).